# Valentine Mortreux
Valentine Mortreux, née le 17 février 1992, est une joueuse française de volley-ball. Elle mesure 1,89 m et joue central. Elle totalise 6 sélections en équipe de France.

## Clubs
| Club           | Pays   | De        | À |
| -------------- | ------ | --------- | - |
| Béziers Volley | France | 2011-2012 | … |

## Palmarès
- Championnat de France
  - Finaliste :  2013